# Период биологической активности почв
Период биологической активности почв (ПБА) — отрезок времени, в течение которого создаются благоприятные условия для нормальной вегетации растений, активной микробиологической деятельности, когда активны микробиологические и биохимические процессы.
Продолжительность ПБА определяется как длительность периода, в течение которого температура воздуха устойчиво превышает 10° по Цельсию, а запас продуктивной влаги составляет не менее 1-2 %.
Понятие ПБА довольно близко к характеристике возможной интенсивности биологической деятельности, по М. М. Кононовой, но преимущество ПБА заключается в том, что ПБА даёт простую и конкретную меру напряжённости процесса гумификации, а не условные градации по соотношению коэффициента увлажнения и температуры почвы.